# Convitto Nazionale Pietro Giannone

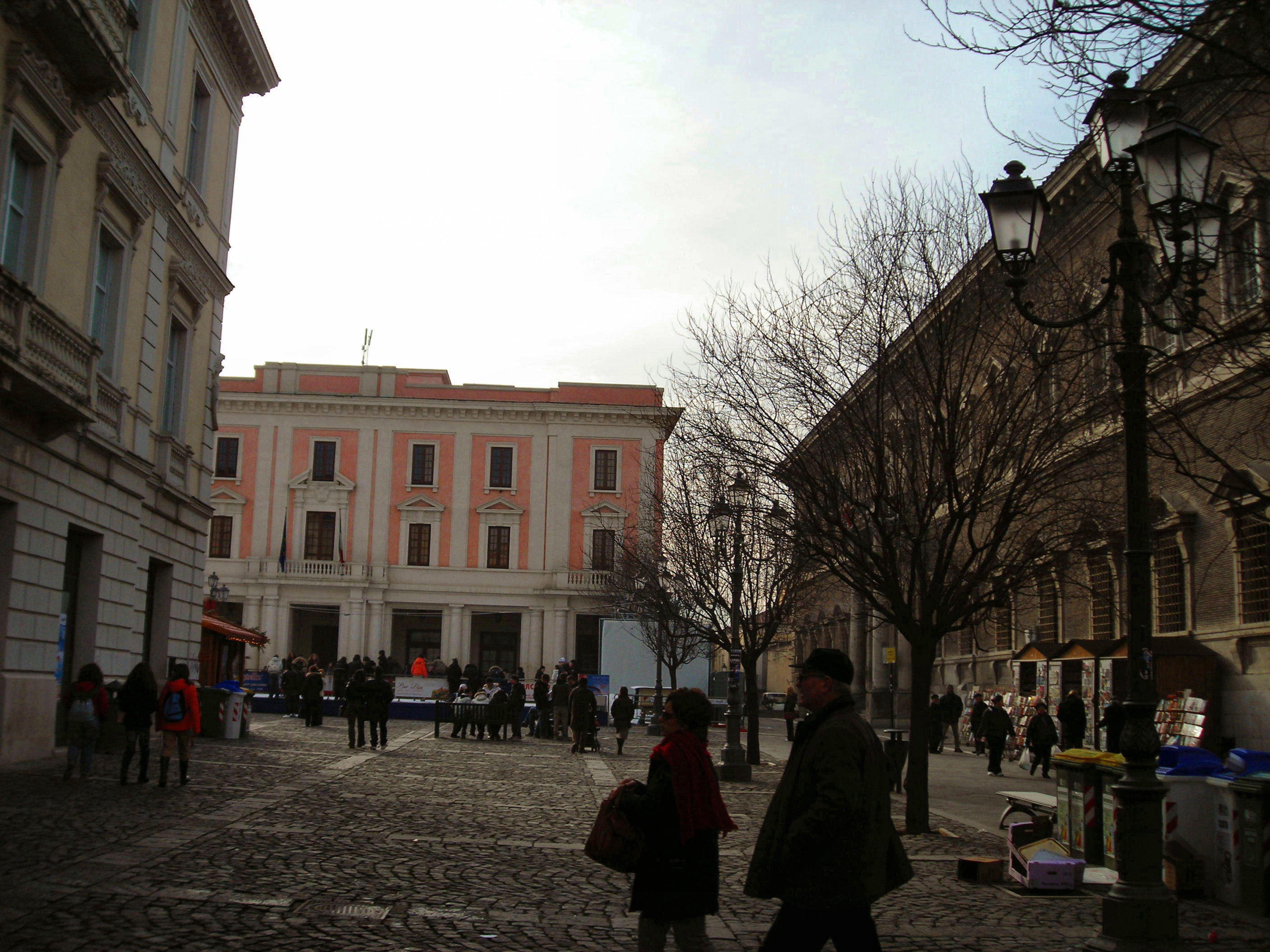
Piazza Roma: Auf der rechten Bildseite das Convitto Nazionale „Pietro Giannone“

Das Convitto Nazionale „Pietro Giannone“ ist eine in einem Palast aus dem 16. oder 17. Jahrhundert untergebrachte Schule in Benevent in der italienischen Region Kampanien. Der Palast liegt an der Piazza Roma. Es handelt sich um eine Grundschule und weiterführende Schule, aber es finden in dem Gebäude auch einige Kurse der Ingenieursfakultät der Universität Sannio statt.

## Geschichte
Die Schule wurde im Jahre 1603 gegründet. Die Jesuiten, die 1593 mit dem öffentlichen Schulunterricht in der Stadt betraut worden waren, kauften in diesem Jahr den Palast der Adelsfamilie De Gennaro und verwandelten ihn in eine Schule und ein Kloster.
Beim Erdbeben am 5. Juni 1688 wurde ein großer Teil des Gebäudes zerstört, aber Kardinal Orsini (der spätere Papst Benedikt XIII.) ließ ihn auf seine Kosten wiederaufbauen; seine Hilfe gewährte er auch bei der Beseitigung der Schäden des späteren Erdbebens vom 14. März 1702. Die entsprechenden Arbeiten unter Leitung des Kardinals Fieri, der sich nach dem Tod von Orsini um die Angelegenheit kümmerte, wurden 1736 abgeschlossen.
1810 gründete dort Louis de Beer ein Lizeum. Das Convitto Nazionale wurde 1861 in Übereinstimmung mit einem Erlass des Königreichs Sardinien von der Provinz Benevent gegründet; 1865 ging dessen Verwaltung an das Ministero della Pubblica Istruzione (Italienisches Kultusministerium) über und die Lehranstalt wurde nach dem Philosophen, Historiker und Rechtsberaters Pietro Giannone benannt.
In den ersten Jahren des 20. Jahrhunderts wurde der Architekt Almerico Meomartini mit der Ausführung neuerlicher Arbeiten betraut. Er beschäftigte sich mit zwei Projekten: Das erste betraf den Haupteingang am Corso Giuseppe Garibaldi, das andere die Aufstockung des Gebäudes um ein Geschoss. Die Arbeiten wurden zwar vergeben, aber nie ausgeführt.
In der Nähe des Palastes hatten die Jesuiten 1651 auch die Jesuskirche errichtet. An einem Abend im Juni 1918 wurde sie durch einen Brand verwüstet und 1926 abgerissen.